# Agave dolichantha
Agave dolichantha ist eine Pflanzenart aus der Gattung der Agaven (Agave) in der Unterfamilie der Agavengewächse (Agavoideae). Das Artepitheton dolichantha leitet sich von den griechischen Worten dolichos für ‚lang‘ sowie anthos für ‚Blüte‘ ab.

## Beschreibung
Agave dolichantha ist kahl. Die in einer basalen Rosette zusammenstehenden Laubblätter sind nicht beschrieben. Die Spitzen der Zwiebelschalen sind grob faserig.
Der „ährige“ Blütenstand erreicht wahrscheinlich eine Höhe von etwa 100 Zentimeter. Die zwei bis acht Blüten stehen entlang der Achse deutlich voneinander getrennt in bis zu vier Paaren oder zu zweit bis zu viert in einem endständigen „Büschel“. Der Schaft ist etwas rot gefleckt. Die sitzenden Blüten duften während der Anthese. Der  Fruchtknoten ist 9 bis 16 (selten bis 19) Millimeter lang. In der Blütenknospe sind die Perigonblätter rosafarben, während der Anthese sind sie weiß oder purpurfarben überhaucht. Die 60 bis 100 Millimeter lange Blütenröhre ist in ihrem basalen Teil (fast) aufrecht, schmal röhrenförmig und misst 2 Millimeter im Durchmesser. Sie erweitert sich allmählich trichterförmig und ist im oberen Teil um die Hälfte oder ein Drittel erweitert. Von der Mitte an oder darüber ist die Blütenröhre auswärts gebogen. Ihre Mündung ist schief. Die elliptischen Zipfel sind 15 bis 20 (selten bis 26) Millimeter lang. Die Staubbeutel ragen kaum aus der Blütenröhre heraus. Der 80 bis 100 Millimeter lange Griffel besitzt flache Zipfel, die nicht aus der Blütenröhre herausragen.  
Über die Früchte und Samen ist nichts bekannt.

## Systematik und Verbreitung
Agave dolichantha ist im mexikanischen Bundesstaat Jalisco verbreitet. Sie wurde erst Mitte der 1990er Jahre in der Natur wiederentdeckt. Bis dahin war sie nur auf Grund unvollständiger, zum Verkauf angebotener Exemplare bekannt.
Die Erstbeschreibung als Polianthes longiflora durch Joseph Nelson Rose wurde 1903 veröffentlicht. Joachim Thiede und Urs Eggli stellten die Art 1999 in die Gattung Agave. Dabei mussten sie einen neuen Namen wählen, da bereits die Art Agave longiflora (Rose) G.D.Rowley (1977) existierte.
Die Art gehört in die Untergattung Manfreda und wird dort der Polianthes-Gruppe zugeordnet.

## Nachweise